# Lípa na náměstí ve Šluknově
Lípa srdčitá je od roku 1996 památným stromem ve Šluknově v okrese Děčín. Strom je výraznou solitérou a pohledovou dominantou jihozápadního konce nám. Míru. Jedinec dle dat z roku 2009 dosahoval výšky 32 m a obvodu kmene 486 cm. Stáří stromu je odhadováno na 220–240 let. Stav stromu byl hodnocen jako velmi dobrý. V roce 2002 na lípě proběhl odlehčovací a zdravotní řez, rovněž bylo instalováno bezpečnostní vázání.

## Památné stromy v okolí
- Jedlovec Mertensův ve Šluknově
- Lípa ve Svojsíkově ulici